# چلچله خانگی
چلچله‌های خانگی (نام علمی: Delichon) سرده‌ای کوچک از پرستوها در تیرهٔ پرستویان هستند که شامل سه گونه چلچله دمگاه‌سفید (یا چلچله معمولی)، چلچله خانگی آسیایی، و چلچله خانگی نپال می‌شوند. ویژگی اصلی اعضای این سرده داشتن پر بر روی سر انگشتان پا و استخوان‌های مچ پا است. آن‌ها ارتباط نزدیکی با دیگر پرستوهای آشیانهسازی چون پرستوهای معمولی دارند. آن‌ها تنها در اروپا، آسیا و کوه‌های شمال آفریقا تولید مثل می‌کنند. دو گونه آسیایی و دمگاه‌سفید، در زمستان به جنوب کوچ می‌کنند، در حالی که چلچله خانگی نپال در همهٔ طول سال در کوه‌های هیمالیا به سر می‌برد.

## گونه‌ها
سردهٔ چلچله‌های خانگی دارای ۳ گونه است که از لحاظ ظاهری همانند هم هستند:
- چلچله دمگاه‌سفید، Delichon urbicum
- چلچله خانگی آسیایی، Delichon dasypus
- چلچله خانگی نپال، Delichon nipalense